# Szadek
Szadek – miasto w woj. łódzkim, w powiecie zduńskowolskim, siedziba gminy miejsko-wiejskiej Szadek. Położony jest na Wysoczyźnie Łaskiej, nad Pichną (prawy dopływ Warty), w otoczeniu lasów. W latach 1975–1998 miasto administracyjnie należało do woj. sieradzkiego. Ośrodek usługowy regionu rolniczego, drobny przemysł włókienniczy i spożywczy.
Szadek leży w historycznej ziemi sieradzkiej. Uzyskał lokację miejską w 1295 roku, zdegradowany w 1870 roku, ponowne nadanie praw miejskich w 1919 roku. Był miastem królewskim Korony Królestwa Polskiego w tenucie szadkowskiej w powiecie szadkowskim województwa sieradzkiego w końcu XVI wieku. Miejsce obrad sejmików ziemskich województwa sieradzkiego od XVI wieku do pierwszej połowy XVIII wieku.
Według danych GUS z 31 grudnia 2019 r. miasto miało 1902 mieszkańców.
Szadek leży na skrzyżowaniu drogi wojewódzkiej nr 710 z Łodzi przez Lutomiersk do Warty i Błaszek oraz drogi wojewódzkiej nr 473 z Łasku do Uniejowa i Koła.
 przez Szadek przebiego Łódzka magistrala rowerowa.

## Historia

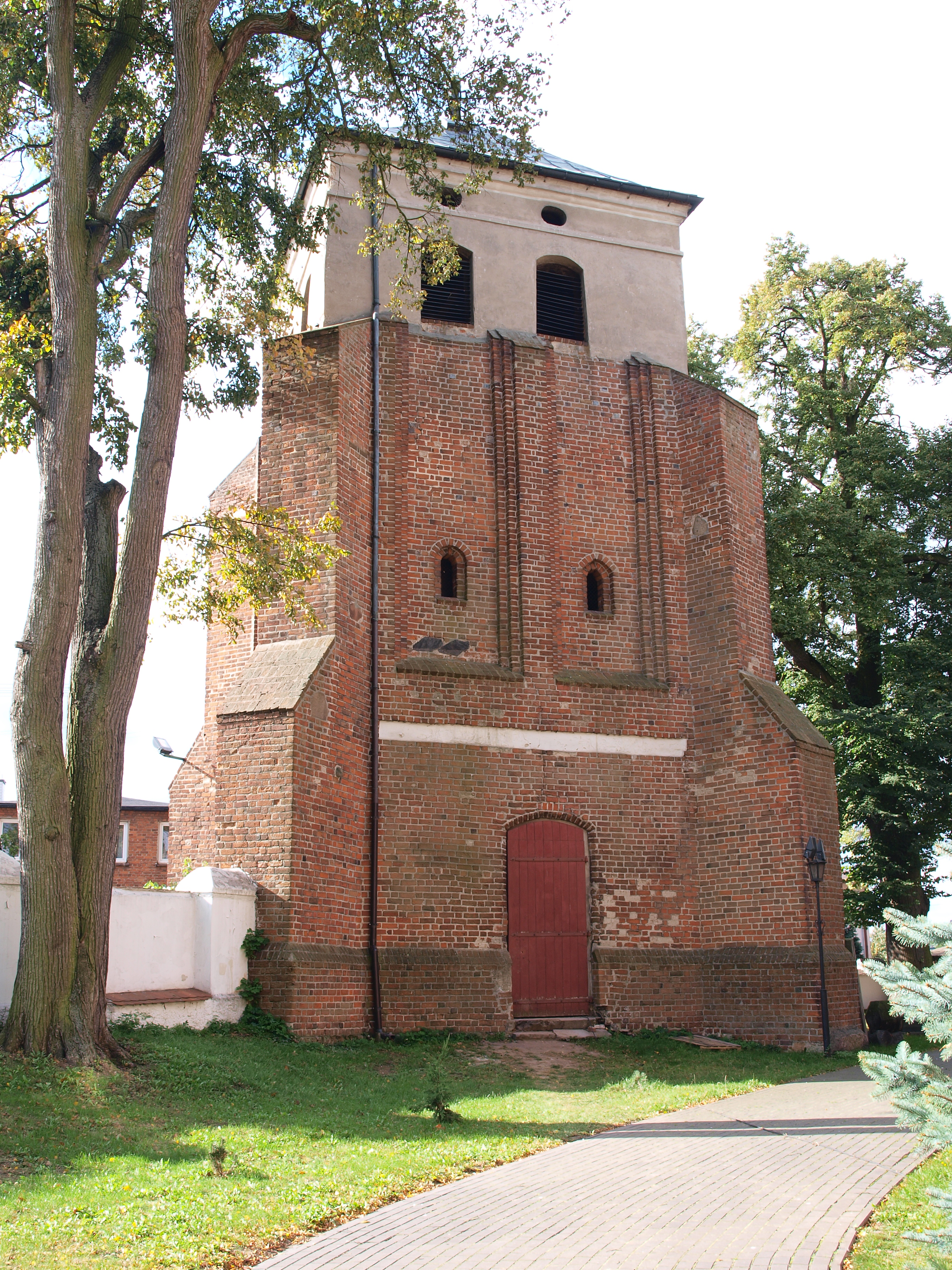
Dzwonnica z XIV wieku

Pierwsza pisana wzmianka o mieście pochodzi z 1295 r., kiedy książę Władysław Łokietek nadał rycerzowi Wilczkowi dwa łany ziemi „apud civitatem nostram Schadek” (pod miastem naszym Szadkiem). Początek Szadkowi dała prawdopodobnie osada powstała w XI w. nad istniejącym tu niegdyś jeziorem. Dokumenty lokacyjne zaginęły, o prawach miejskich Szadku dowiadujemy się z potwierdzenia lokacji miasta przez Władysława Jagiełłę w 1401 r. Od 1362 r. odbywały się tu sądy wiecowe ziemi sieradzkiej. W okresie przedrozbiorowym, zbierały się w Szadku sądy ziemskie, podczas gdy sądy grodzkie, odprawiane były wspólnie w Sieradzu, dla ówczesnych powiatów sieradzkiego i szadkowskiego. Największy rozkwit miasto przeżywało w XV i XVI w. Już wtedy było ośrodkiem produkcji sukna. Osiadło tu wielu rzemieślników, a synowie mieszczan udawali się na studia do Krakowa, uzyskując tytuły bakałarzy, magistrów i profesorów. Najbardziej znani z nich to Jan z Szadka, Jakub z Szadka, Stanisław z Szadka, Mikołaj z Szadka, Gabriel z Szadka. Z 1507 roku pochodzi pierwsze świadectwo istnienia osiedla żydowskiego w Szadku.
Powiat szadkowski powstał pod koniec XIV wieku. W powiecie szadkowskim w XVI w. było 6 miast: Szadek, Łask, Lutomiersk, Pabianice, Uniejów i Niemysłów wchodzących wraz z powiatem w skład województwa sieradzkiego. Liczne pożary i epidemie, a przede wszystkim zapaść gospodarcza kraju spowodowały jednak upadek miasta w następnych stuleciach.
W czasach zaborów szadkowianie czynnie współdziałali w wysiłku zmierzającym do odzyskania wolności. Po upadku powstania listopadowego, gdy w marcu 1833 r. na terytorium Królestwa wkraczały niewielkie partie podległe płk. Józefowi Zaliwskiemu, jedna z nich (kilkunastu ludzi), dowodzona przez Faustyna Sulimierskiego została rozbita w lesie janowickim pod Szadkiem. Dwóch z nich schwytano i po śledztwie Audytoriatu Polowego Sądu Wojennego skazano na karę śmierci. Wyrok wykonano 19 VIII 1833 r. na rynku szadkowskim. Rosjanie rozstrzelali: Feliksa Bugajskiego i Sylwestra Racieńskiego. Za pomoc udzieloną spiskowcom aresztowano: Salomeę Kozłowską i Salomeę Leopoldową. Gdy Józef Oxiński, pierwszy dowódca powstańczy w 1863 r. w okolicach Sieradza wyznaczył punkt zborny w lesie koło Miedźna, licznie stawili się tam mieszkańcy Szadku. Naczelnikiem cywilnym miasta z ramienia władz powstańczych był Feliks Czekalski.

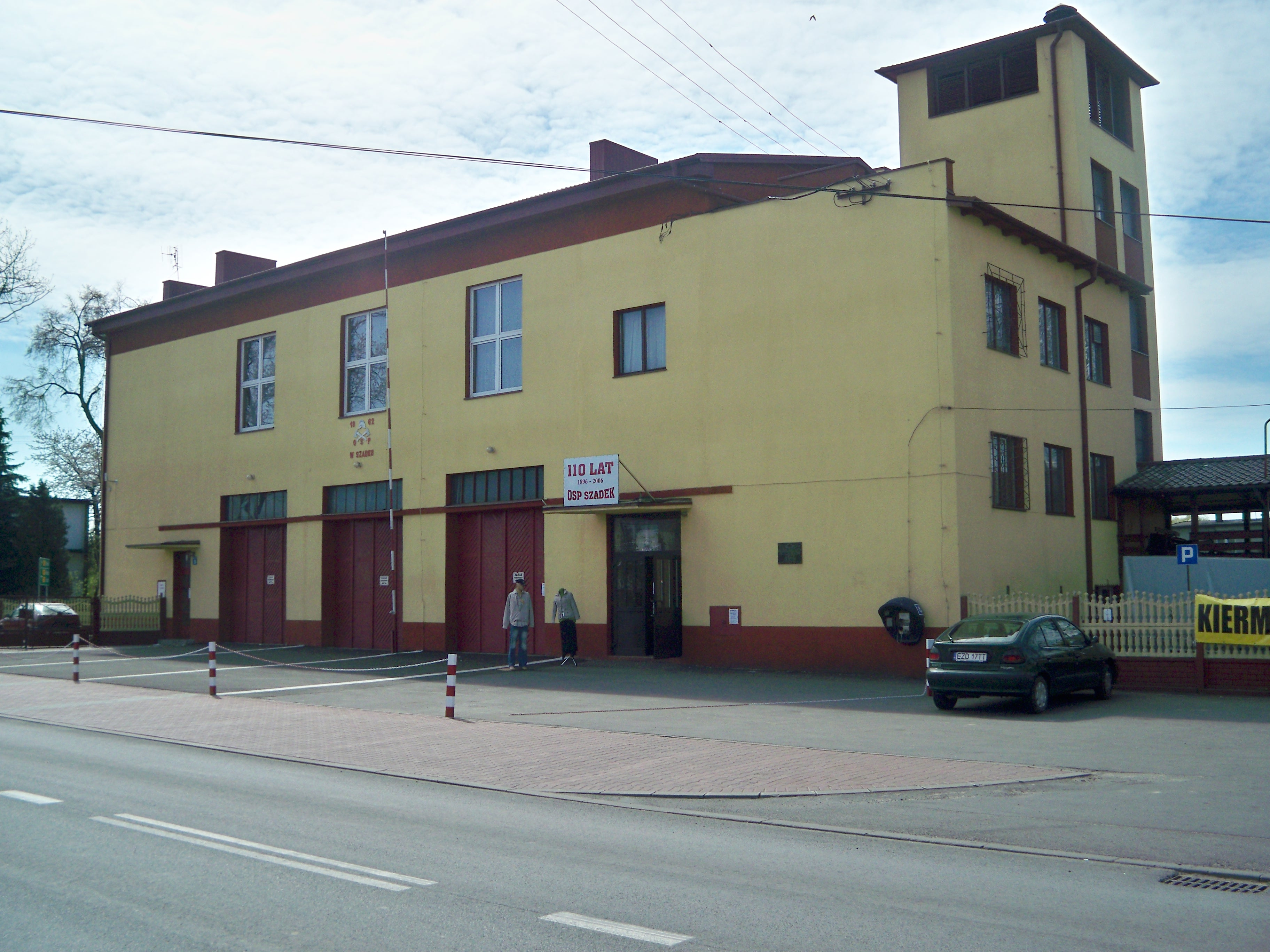
OSP Szadek

W 1905 r. miały tu miejsce manifestacje patriotyczne i starcia z policją. W nocy z 11 na 12 listopada 1918 r. miejscowy oddział Polskiej Organizacji Wojskowej (POW) rozbroił Niemców, a następnie „uzbrojony w tęgie kije” opanował Zduńską Wolę wraz z dworcem kolejowym, ubezpieczając w ten sposób oddział sieradzki POW, walczący w tym czasie z Niemcami na sieradzkiej stacji kolejowej.

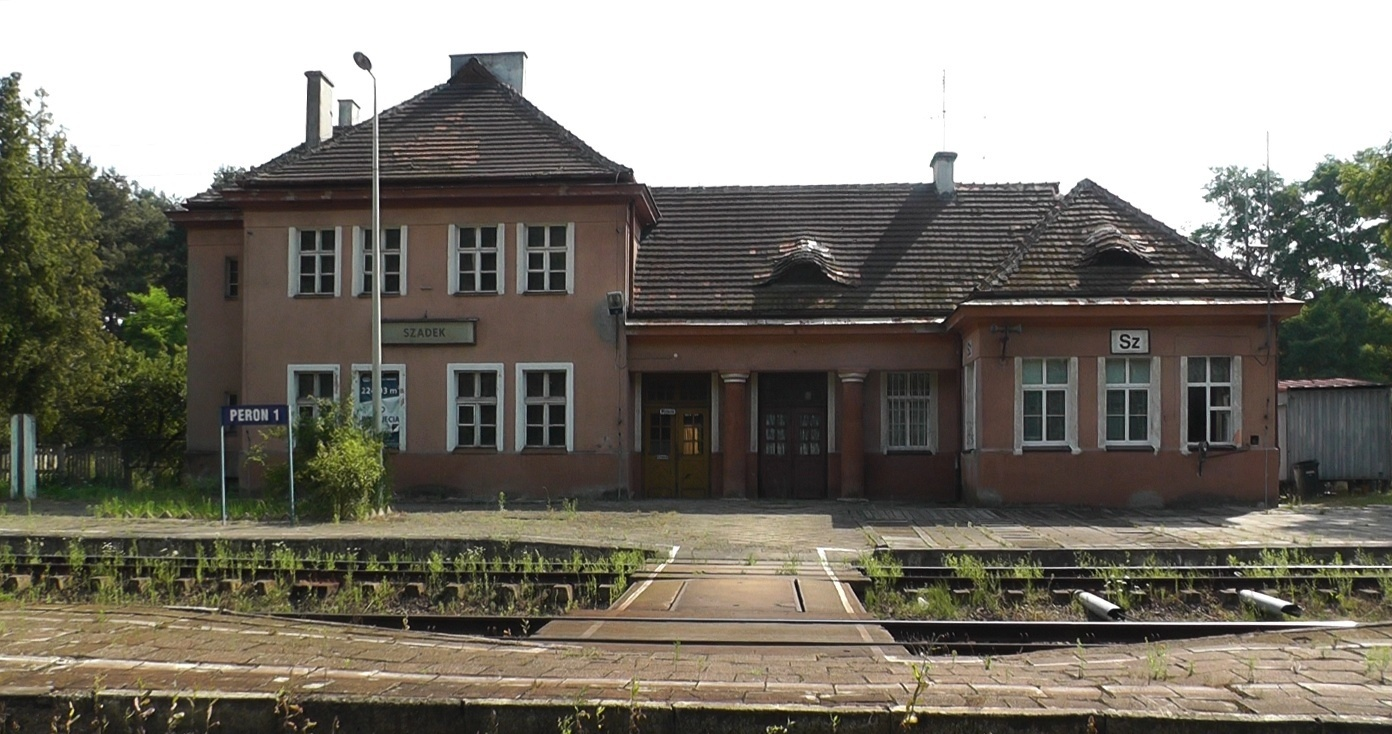
Stacja kolejowa w Szadku

W 1919 r. Szadek odzyskał prawa miejskie utracone w 1870 r. W okresie międzywojennym rozwinął się przemysł młynarski, stworzono połączenie kolejowe na trasie Śląsk – porty.
W 1921 r. w Szadku żyło 535 Żydów, co stanowiło 17% mieszkańców. W czerwcu 1940 okupant niemiecki utworzył dla ludności żydowskiej getto, w którym umieszczono ok. 400 osób. W sierpniu 1942 wszyscy jego mieszkańcy zostali wywiezieni do Chełmna nad Nerem i zamordowani. W 1943 Niemcy wprowadzili dla miasta nazwę niem. Schadeck.
Zasłużeni dla regionu szadkowskiego: Alfons Józef Ignacy Parczewski, Józef Leopold, Jerzy Karol Kurnatowski.

## Demografia

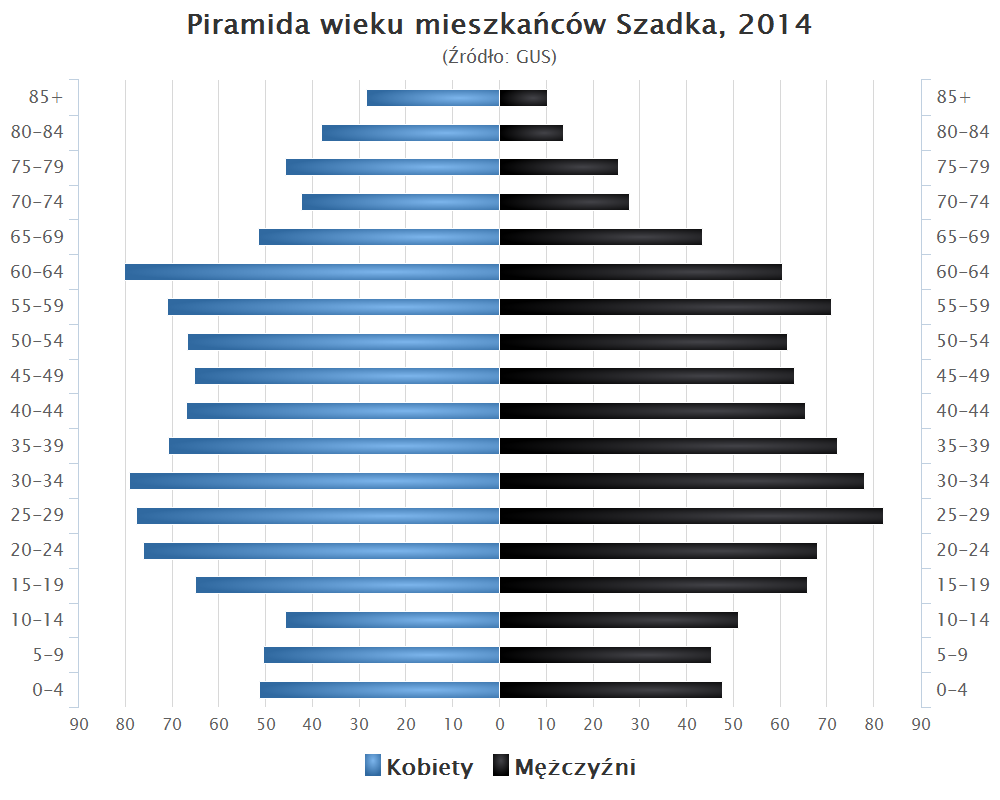
Piramida wieku mieszkańców Szadku w 2014 roku

## Zabytki

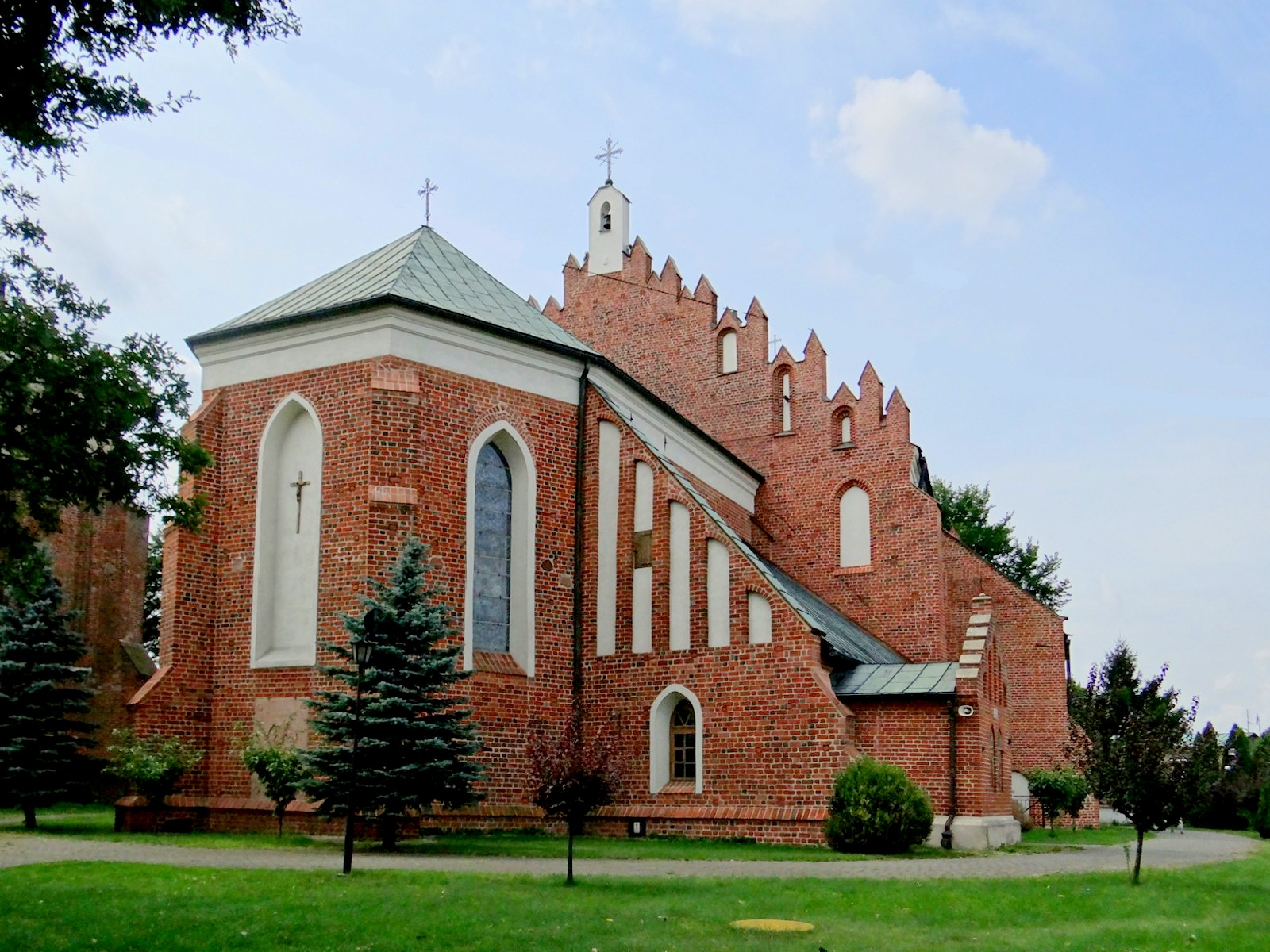
Kościół parafialny Wniebowzięcia NMP i św. Jakuba Apostoła

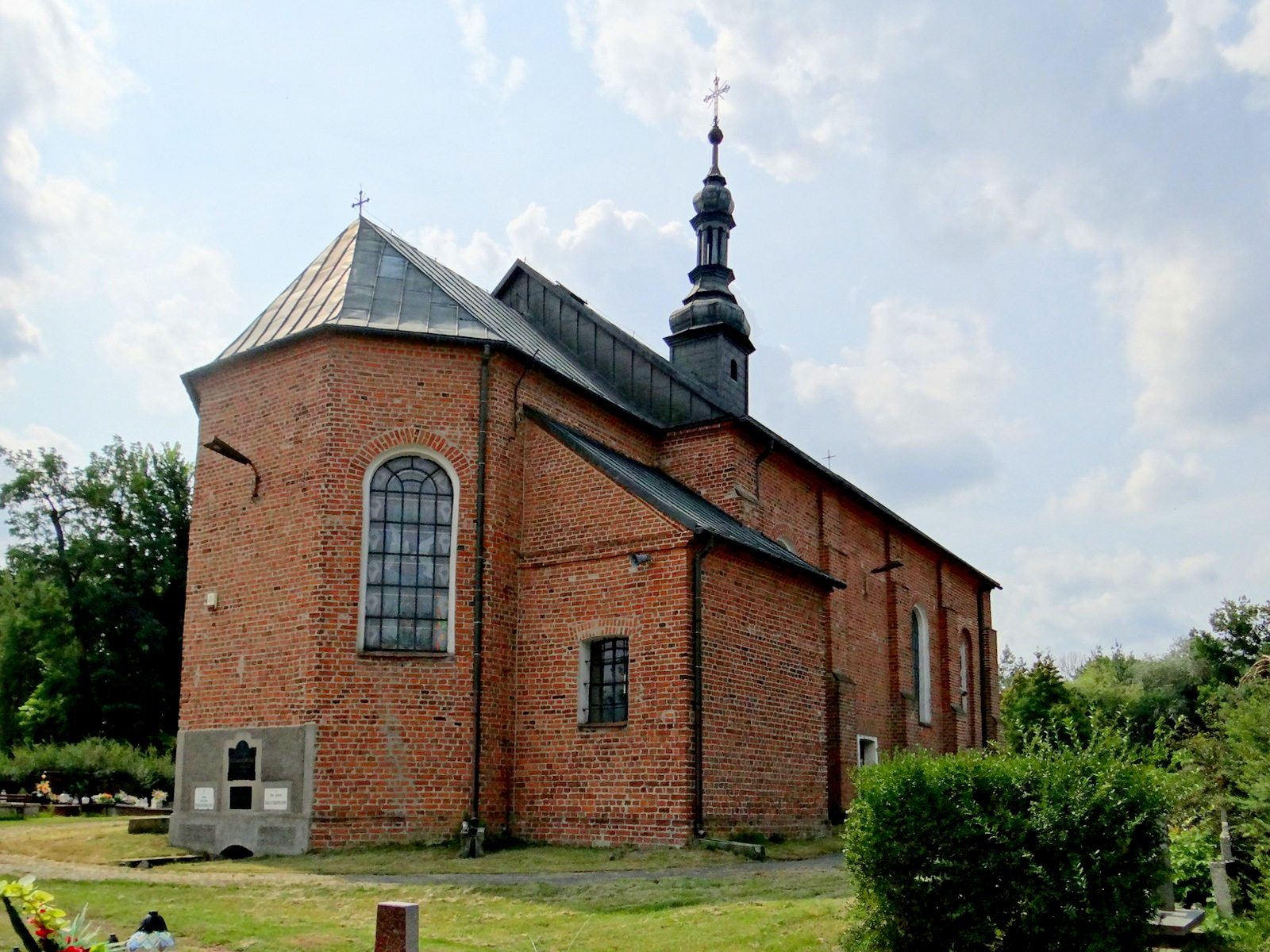
Kościół św. Idziego

Najcenniejszym zabytkiem jest kościół Wniebowzięcia NMP i św. Jakuba Apostoła zbudowany w l. 1333–1335 w stylu gotyckim w miejscu drewnianego zniszczonego przez Krzyżaków w 1331 r. Świątynię rozbudowano przed poł. XIV i w poł. XVI w., także po 1868 r. i w 1905 r. Jest to budowla trójnawowa, halowa, podparta szkarpami. W fasadzie i w przejściu do zakrystii posiada profilowane ostrołukowe portale. Sklepienia naw z XVI w.: w prezbiterium i w nawie głównej gwiaździste, w bocznych – sieciowe. Drzwi zewnętrzne do zakrystii z blachy wykuwanej ręcznie z XV w. Zachowana fragmentarycznie polichromia Jana z Wrocławia z 1451 r. Zespół 5 renesansowych ołtarzy z początku XVII w. Chór muzyczny z XVI w. wsparty na tragarzach zdobionych rzeźbionymi łańcuchami. Ambona późnorenesansowa z 1 połowy XVII w. Chrzcielnica z brązu, gotycka ze sceną ukrzyżowania z XIV w. Gotycka Pietà z połowy XV w. W otworze tęczowym medalion z MB z Dzieciątkiem, późnogotycki z XVI w., dwa cenne relikwiarze z połowy XVII w. Szereg cennych nagrobków i tablic epitafijnych, najstarsze z XVI i XVII w. Obok kościoła wznosi się dzwonnica o charakterze obronnej baszty z wąskimi otworami strzelniczymi. Na murach widać ślady w postaci okrągłych wgłębień po nieceniu ognia przy użyciu świdra ogniowego oraz wmurowane na pamiątkę kamienne kule armatnie.
Na opuszczonym cmentarzu ewangelicko–augsburskim w Szadku zachowała się kwatera żołnierzy niemieckich poległych między 21 listopada a 9 grudnia 1914 r. w walkach w okolicach Szadku, które były częścią Operacji Łódzkiej. Żołnierze pochodzili z garnizonów z Dolnego Śląska, m.in. z Nowej Soli. Kwaterę opisano w 2008 r. na łamach 97. numeru dwumiesięcznika oświatowego „Szkolne Wieści”.
Na cmentarzu grzebalnym kościół św. Idziego, według tradycji na miejscu najstarszego kościoła w Szadku, z 1858–1860 r. Na uwagę zasługuje tabernakulum misternie rzeźbione z I poł. XVII w. Na drugim cmentarzu (cholerycznym) dwie duże mogiły ludności cywilnej i żołnierzy polskich z września 1939 r. Przy głównej alejce mogiła 13 powstańców z partii Powidzkiego, dowódcy plutonu strzelców powiatu sieradzkiego, poległych w bitwie pod Szadkowicami 6 października 1863 r.
Według rejestru zabytków Narodowego Instytutu Dziedzictwa na listę zabytków wpisane są obiekty:
- kościół parafialny pw. Wniebowzięcia MB, XIV–XIX w., nr rej.: 850 z 28.12.1967,
- dzwonnica, nr rej.: 851 z 28.12.1967.

## Wydawnictwo
Na temat regionu szadkowskiego i samego miasta od 2001 ukazuje się rocznik naukowy „Biuletyn Szadkowski” (B.Sz.) wydawany przez Uniwersytet Łódzki przy współpracy Urzędu Miasta i Gminy Szadek. Zawiera recenzowane artykuły oraz sprawozdania i notatki. To efekt współpracy środowisk naukowych reprezentujących różne dyscypliny, a jednocześnie ważne forum wymiany informacji i poglądów w zakresie interdyscyplinarnej wiedzy o regionie szadkowskim.